# Simulium kachvorjanae
Simulium kachvorjanae är en tvåvingeart som beskrevs av Ussova 1991. Simulium kachvorjanae ingår i släktet Simulium och familjen knott.
Artens utbredningsområde är Ukraina. Inga underarter finns listade i Catalogue of Life.